# Juan González Cebrián
Juan González Cebrián (Pueblonuevo del Terrible, Córdoba, 1908-La Coruña, diciembre de 1988) fue un arquitecto español, creador y director de la Revista Nacional de Arquitectura. 
Trabajó como arquitecto de la Dirección General de Arquitectura desarrollando el Plan de Reconstrucción de Santander tras el incendio de 1941. También, realizó un estudio sobre las viviendas de pescadores en Pontevedra. 
Durante ocho años fue presidente del Colegio de Arquitectos de España y decano del COAG, Colegio de Arquitectos de Galicia. En 1945, recibe el Premio Nacional de Arquitectura. 

## Obra
- Viviendas Juan Canalejo en barrio de Os Mallos (La Coruña)
- Casa de Ejercicios Espirituales de Santiago (Santiago de Compostela)
- Iglesias de Mugardos (1947) y Oleiros (1968).
- Palacete de Santa Margarita. 1950 (La Coruña)[4]
- Casa del Pescador. 1956 (Pontedeume)[5]
- Conjunto urbano de 33 edificaciones racionalistas situadas entre Ronda de Outeiro, Avda. de los Mallos y Avda. de Arteixo en colaboración con Santiago Rey Pedreira. 1955-1956 (La Coruña)
- Edificio Corral en Avda. Arteixo n.º. 2 con C/Juan Flórez. 1951 (La Coruña)
- Edificio Latas Folgueira en C/Mantelería n.º.4. 1953 (La Coruña)
- Edificios Lema Rey en colaboración con Leoncio Bescansa Casares en C/Eladio Rodríguez 3-11. 1946-1949 (La Coruña)

## Galería de imágenes

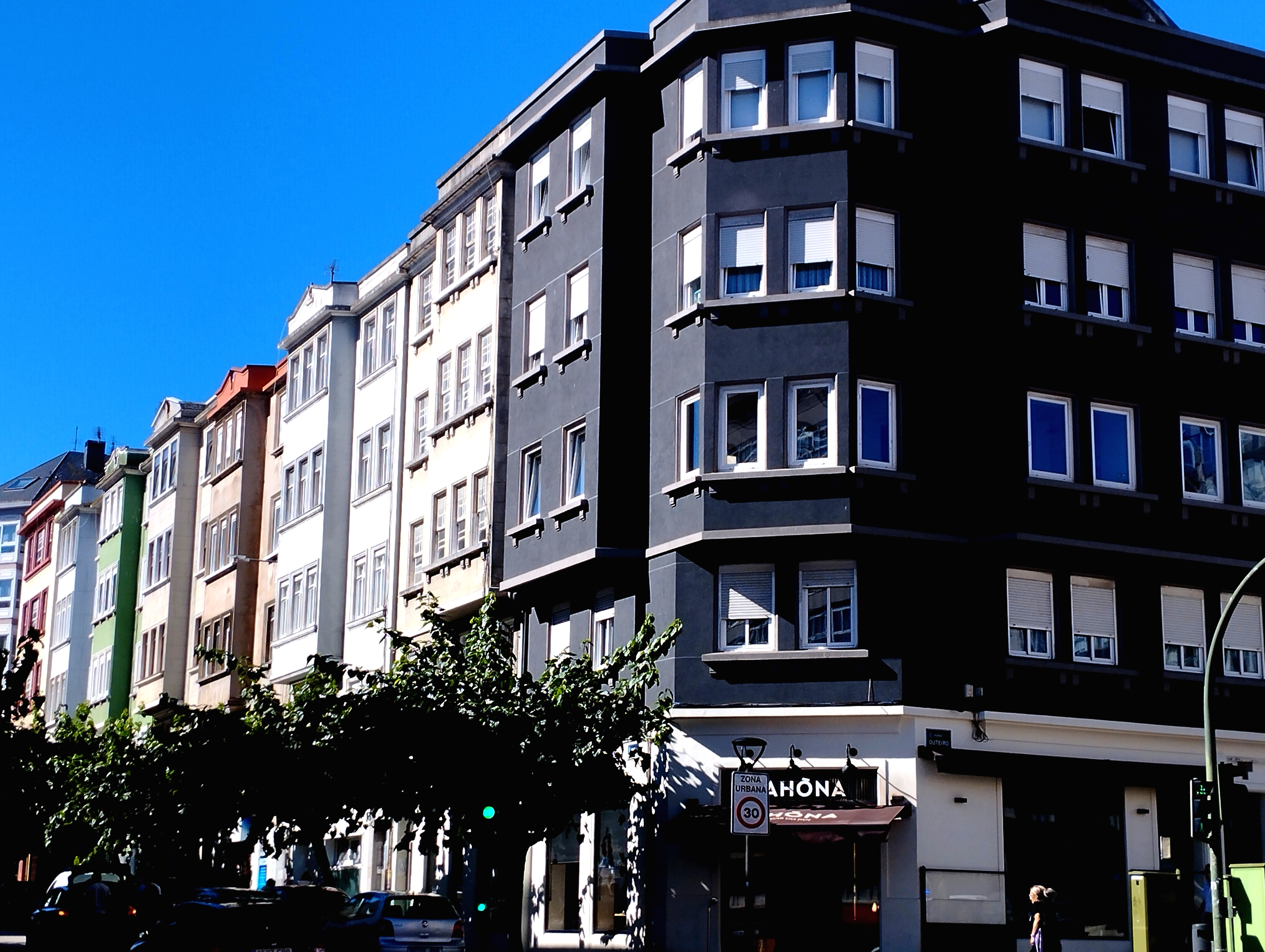
Conjunto urbano racionalista en La Coruña (1955-1956). Santiago Rey Pedreira y Juan González Cebrián.
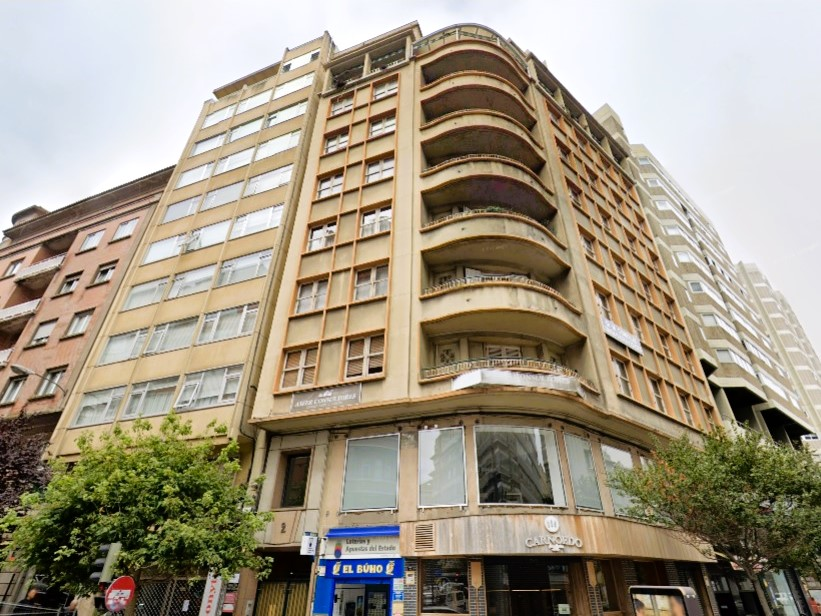
Edificio en Avda. Arteixo 2 con calle Juan Flórez (La Coruña)
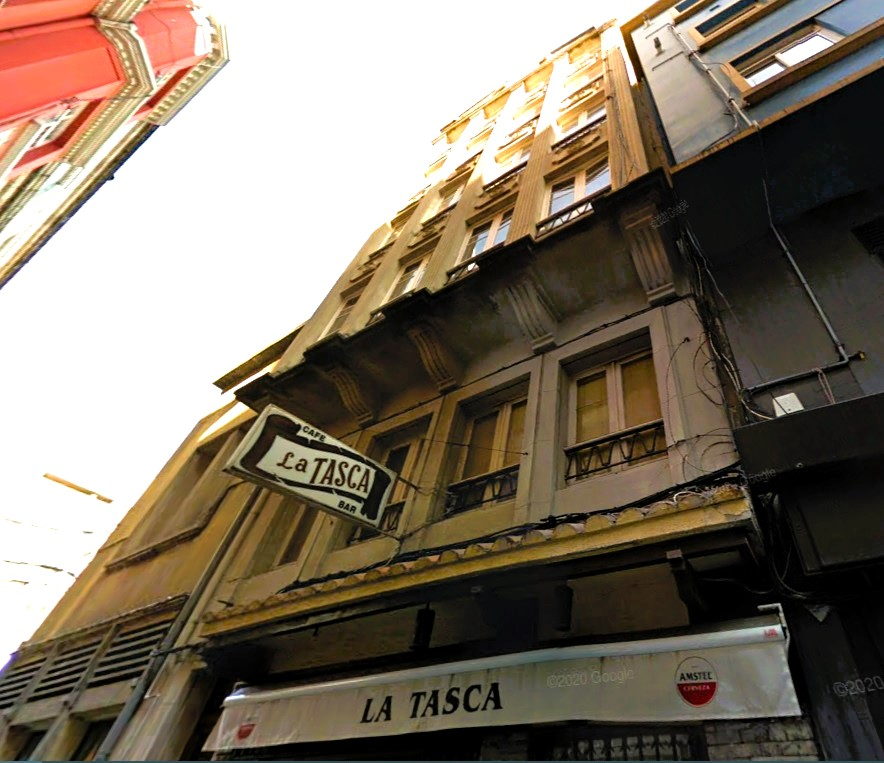
Edificio Latas Folgueira en calle Mantelería n.º.4 (La Coruña)
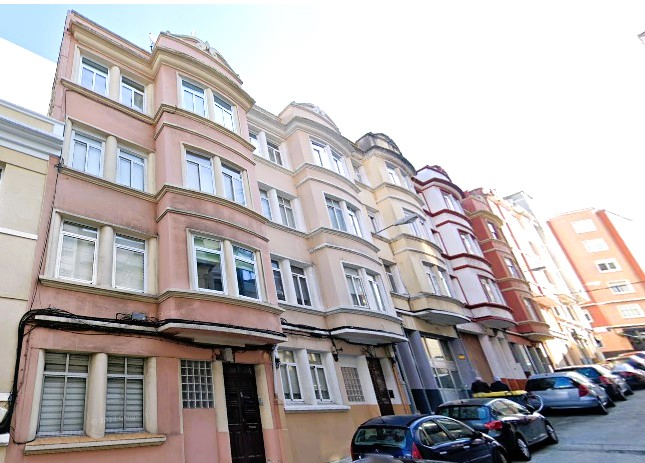
Edificios Lema Rey en calle Eladio Rodríguez 3-11 (La Coruña)
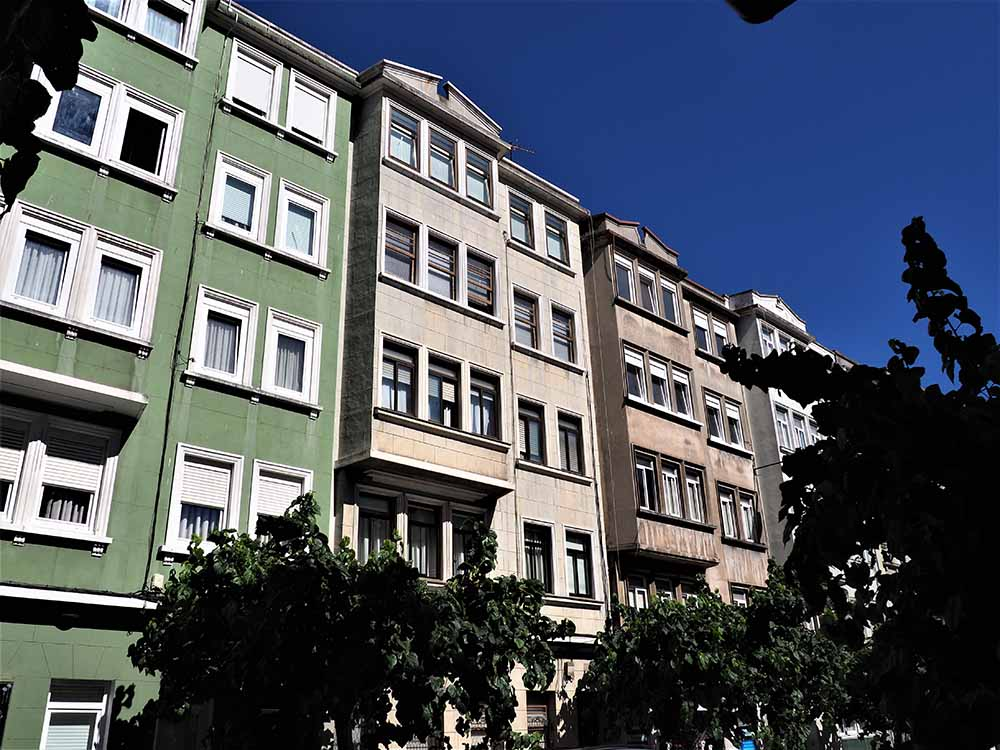
Fachadas del conjunto urbano racionalista en La Coruña (1955-1956). Arquitectos: Santiago Rey Pedreira y Juan González Cebrián. (Avda. de Os Mallos, La Coruña)
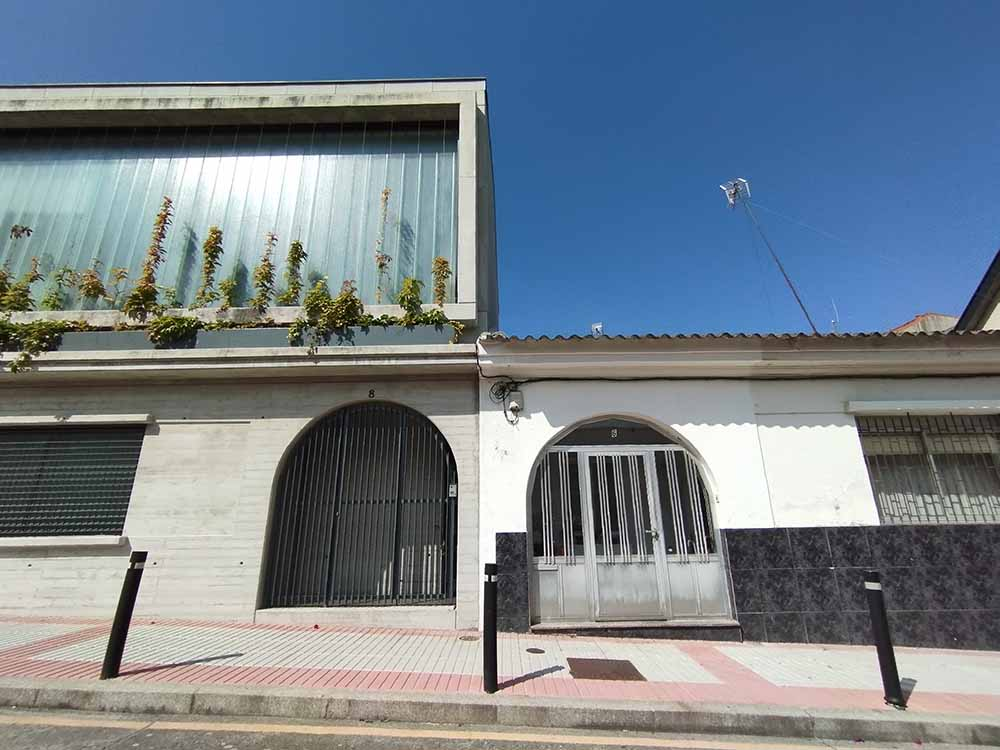
Fachada tipo (dcha.) del conjunto de viviendas Juan Canalejo.
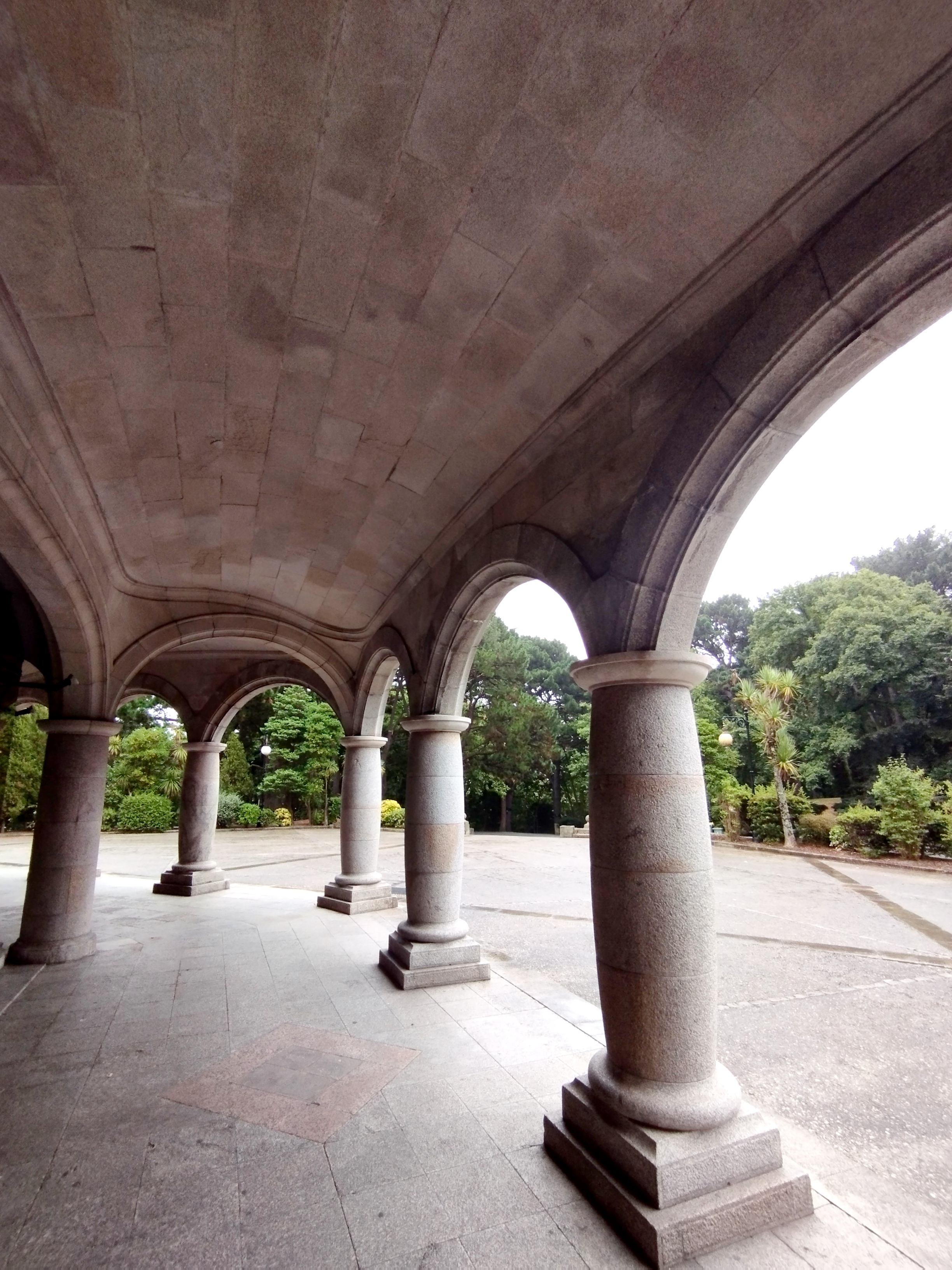
Palacete de Santa Margarita en La Coruña (1950)